# S.O.S. Titanic
 S.O.S. Titanic è un film per la televisione del 1979 diretto da William Hale che narra il naufragio del transatlantico RMS Titanic, avvenuto la notte del 14 aprile 1912 a seguito della collisione con un iceberg. Nel naufragio, una delle più grandi sciagure navali di tutti i tempi, persero la vita 1523 dei 2223 passeggeri a bordo.
Interpretato da numerosi volti celebri come Harry Andrews, Ian Holm, David Warner, Cloris Leachman e Helen Mirren, il film è il primo a colori dedicato alla tragedia, e venne trasmesso negli Stati Uniti in prima visione sulla rete ABC il 23 settembre 1979 con una durata totale di 144 minuti. Una versione ridotta a 102 minuti venne distribuita nelle sale cinematografiche europee l'anno successivo.

## Trama
10 aprile 1912. L'inaffondabile Titanic, gioiello della compagnia di navigazione White Star Line, parte da Southampton nel suo viaggio inaugurale per raggiungere New York. Guidata dal cap. Edward J. Smith, la nave trasporta alcune delle personalità più in vista del momento, tra cui John Jacob Astor con la sua nuova, giovane moglie Madeline, l'imprenditore Benjamin Guggenheim e la miliardaria del Colorado Margaret 'Molly' Brown, oltre all'amministratore delegato della compagnia J. Bruce Ismay e all'ingegnere progettista Thomas Andrews. Dopo quattro giorni di navigazione, il transatlantico urta accidentalmente un iceberg e nonostante le avanzate tecnologie di sicurezza inizia inevitabilmente ad imbarcare acqua. Le lance di salvataggio, in osservanza delle norme vigenti, possono ospitare solo metà dei passeggeri a bordo. Oltre 1500 anime sono perdute.

## Produzione
Prodotto dalla televisione americana ABC e dalla società britannica EMI Films, il film si proponeva di rivisitare l'idea alla base di Titanic, latitudine 41 nord, diretto da Roy Ward Baker nel 1958 e tratto dal dettagliato libro di Walter Lord, ma fornendo un resoconto completo di tutto il viaggio, e non solo dell'ultima, tragica notte. Con un investimento di 7 milioni di dollari, il film non si concentra su un tema particolare, ma passa in rassegna personaggi diversi, e dalle diverse estrazioni sociali, per riportare una visione più approfondita dell'accaduto.

### Location
Il film venne girato quasi interamente nei Shepperton Studios a Shepperton, Surrey. Diverse sequenze di bordo, in particolare quelle sui ponti esterni o presso il famoso scalone di prima classe, vennero realizzate a bordo della RMS Queen Mary, dal 1968 ancorata nel porto di Long Beach, in California. Alcuni interni vennero invece girati nel Waldorf Hotel di Londra e nell'Adelphi Hotel di Liverpool. Nella città di Peel, sull'Isola di Man, venne ricreato il porto di Queenstown, e la nave TSS Manxman fu usata per rappresentare l'RMS Carpathia, il transatlantico che soccorse i naufraghi del Titanic.
Le sequenze del naufragio della nave vennero riprese da Titanic, latitudine 41 nord e appositamente colorizzate. S.O.S. Titanic è l'ultimo film sul naufragio in cui la nave affonda intera, infatti solo dopo il ritrovamento del relitto nel 1985 si scoprirà che il Titanic si era spezzato in due parti.

### Distribuzione
S.O.S. Titanic venne originariamente trasmesso in prima serata sulla rete ABC il 23 settembre 1979. La durata totale del film era di 144 minuti. 
Nel 1980, il film venne tagliato e rimontato in un'edizione di 102 minuti e distribuito nelle sale cinematografiche europee, Italia compresa. I tagli e il diverso montaggio, che invece che attraverso i flashback dei sopravvissuti seguiva le vicende in ordine cronologico a partire dalla partenza della nave, comportarono una perdita o uno snellimento di diverse sottotrame, nonché di numerosi particolari.